# Allison Janney
Allison Janney (født 19. november 1959) er en amerikansk skuespiller, bedst kendt for rollen som C. J. Cregg i dramaserie Præsidentens mænd.

## Udvalgt filmografi

### Film
- 10 Things I Hate About You (1999)
- American Beauty (1999)
- Juno (2007)
- Away We Go (2009)
- Niceville (2011)
- I, Tonya (2017)

### Tv-serier
- Præsidentens mænd (1999-2006)